# Magnolia Pictures
Magnolia Pictures est un distributeur de films américain dont le siège social est établi à Dallas au Texas.
La société, qui a été fondée en 2001, est une filiale de 2929 Entertainment (en), détenue par Todd Wagner (en) et Mark Cuban.

## Films produits
- 2023 : Kokomo City